# Enantia mazai
Enantia mazai is een vlindersoort uit de familie van de Pieridae (witjes), onderfamilie Dismorphiinae.
Enantia mazai werd in 1984 beschreven door Llorente.